# Gare de Séoul (métro de Séoul)
Gare de Séoul (hangeul : 가좌 ; hanja : 서울), est une station de correspondance entre la ligne 1, la ligne 4, la ligne Gyeongui-Jungang et la ligne AREX du métro de Séoul. Elle est située au 405 Hangang-daero, dans le quartier Dongja-dong de l'arrondissement Yongsan-gu de la ville de Séoul en Corée du Sud.
Mise en service en 1974 pour la ligne 1, les ajouts de stations en correspondance ont eu lieu en 1985, 2009 et 2010. Elles ont toutes des facilités de correspondance avec les trains de la gare de Séoul. Chaque ligne a des circulations spécifiques de rames omnibus et/ou express.

## Situation sur le réseau

Plan du réseau (2023)

Établie en relations directes avec la gare de Séoul, la station Gare de Séoul est une station de correspondance entre la ligne 1, la ligne 4, la ligne Gyeongui-Jungang et la ligne AREX, du métro de Séoul. :
sur la ligne 1, établie en souterrain, elle est située entre la station Hôtel de Ville, en direction du terminus nord-est Yeoncheon, et la station Namyeong, en direction du terminus ouest Incheon, ou du terminus sud, branche Guro, Sinchang ;
sur la ligne 4, établie en souterrain, elle est située entre la station Hoehyeon, en direction du terminus nord Jinjeop, et la station Université des femmes Sookmyung, en direction, du terminus sud-ouest Oido ;
sur la ligne Gyeongui-Jungang, établie en surface, elle est le terminus de la branche Gajwa-Séoul située avant la station Sinchon, en direction du terminus de branche Banghwa, et du terminus nord-ouest de la ligne Dorasan.
sur la ligne AREX, établie en souterrain elle est le terminus est avant la station Gongdeok, en direction du terminus ouest Aéroport international d'Incheon Terminal 2.

## Histoire
La station souterraine Gare de Séoul de la ligne 1 du métro de Séoul est mise en service le 15 août 1974, lors de l'ouverture à l'exploitation, des 9,54 km, de la station Gare de Séoul à Cheongnyangni. Elle devient une station de correspondance, avec la ligne 4 du métro, le 18 octobre 1985 lors de l'ouverture à l'exploitation, des 16,4 km, de Université de Hansung à Sadang, via la station Gare de Séoul.
Le 1er juillet 2009 est mis en service la ligne Gyeongui du métro qui a son origine, en surface, sur un quai de la gare ferroviaire. La station souterraine de ligne AREX est mise en service le 29 décembre 2010, lors de l'ouverture à l'exploitation des 20,4 km de la station Gare de Séoul à la station Aéroport international de Gimpo.
L'ancienne ligne Gyeongui est fusionné avec d'autres lignes pour devenir la ligne Gyeongui-Jungang le 27 décembre 2014.

## Services aux voyageurs

### Accès et accueil
La station du métro regroupe trois stations souterraines et une station en surface qui sont toutes intégrées dans le site de la grande gare ferroviaire de Séoul, les stations souterraines sont accessibles directement par des bouches au niveau du sol et à l'extérieur de la gare. La station en surface utilise l'un des quais de la gare, et des circulations souterraines permettent les correspondances entre les stations du métro et la gare ferroviaire. Des billetteries équipées d'automates permettent d'accéder aux titres de transport du métro et du supplément pour la ligne AREX.

Installations
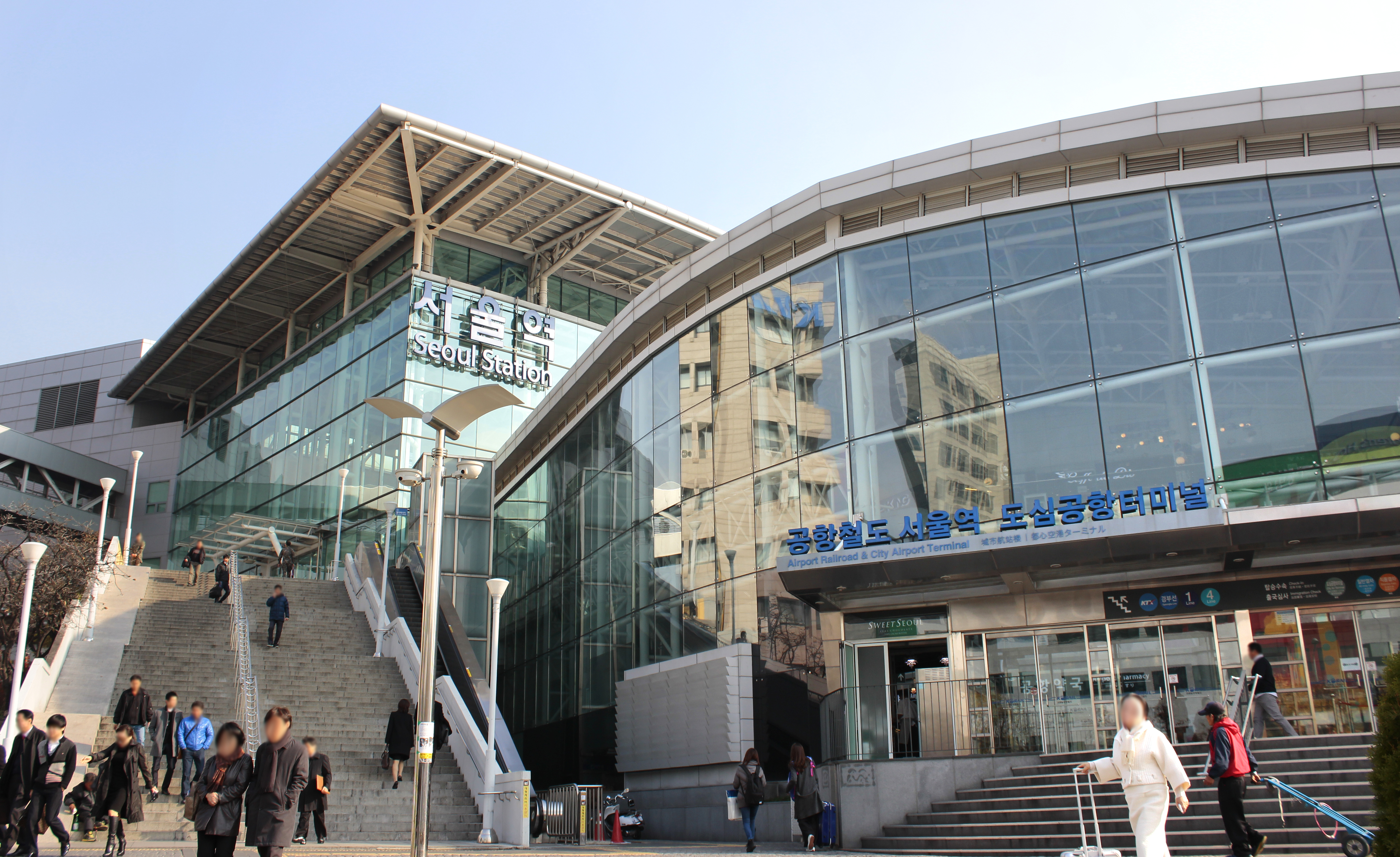
En 2014.
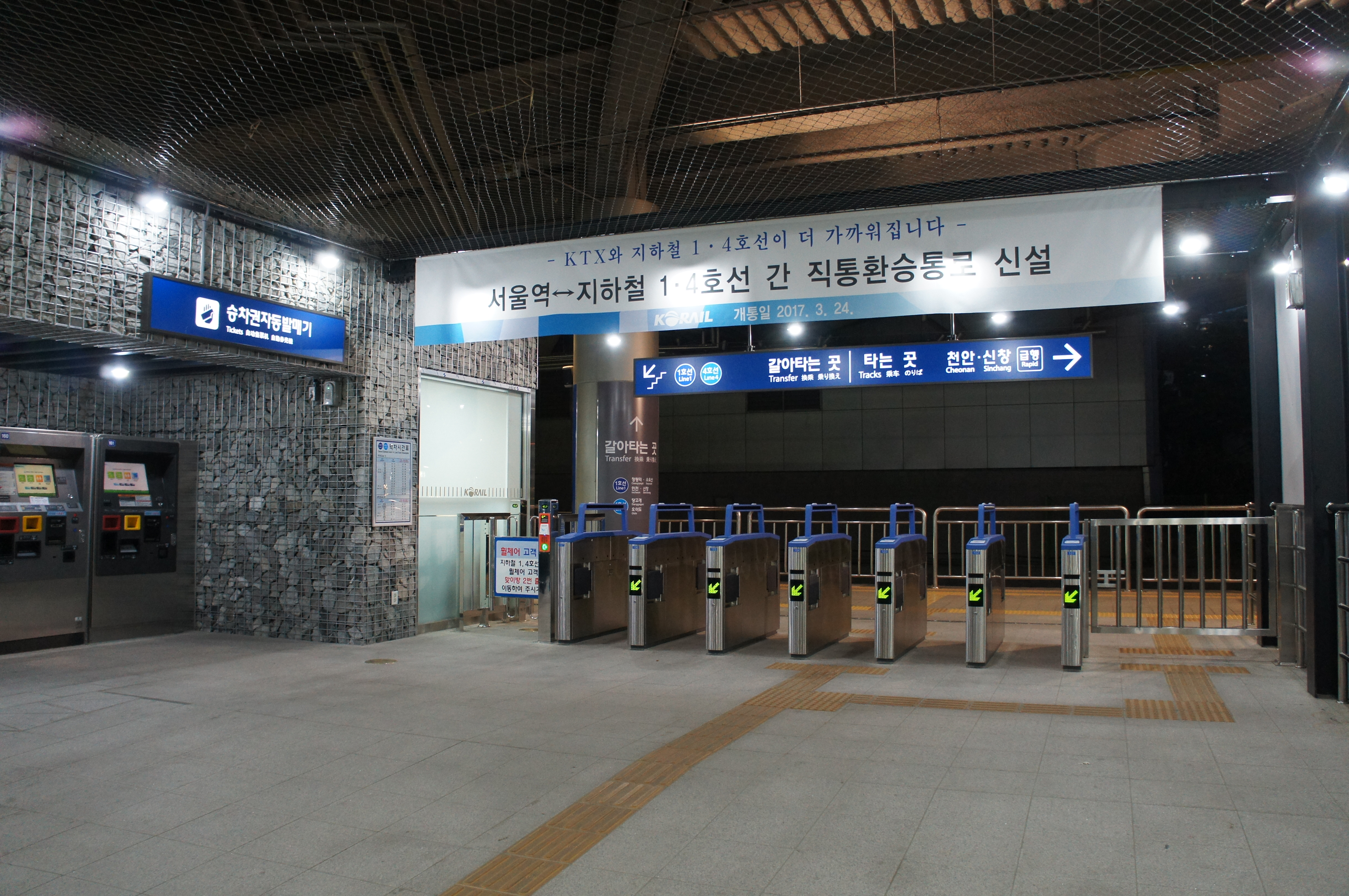
En 2017.

### Desserte

#### Station ligne 1
Gare de Séoul, ligne 1, est une station souterraine qui dispose de deux quais latéraux encadrant les deux voies de la ligne. Les quais, équipés de portes palières, sont desservis par les rames omnibus et express de la ligne.

Installations ligne 1
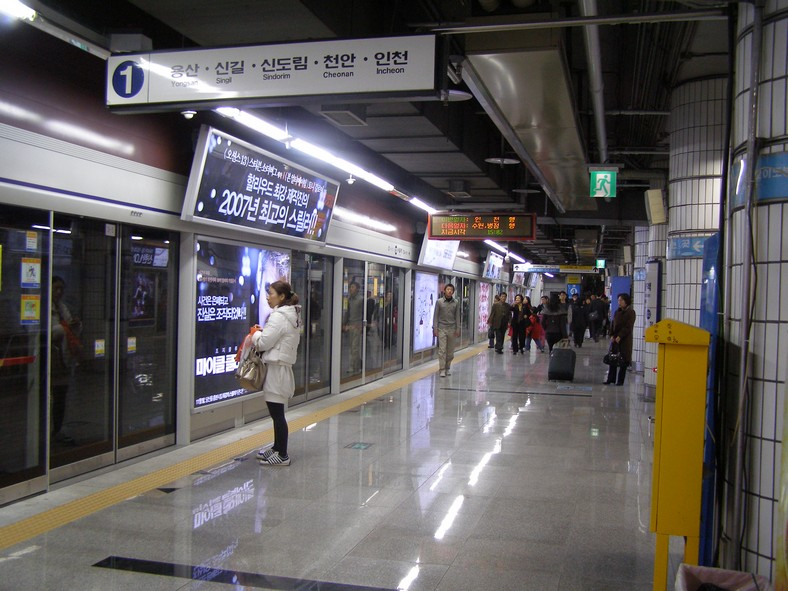
En 2007.
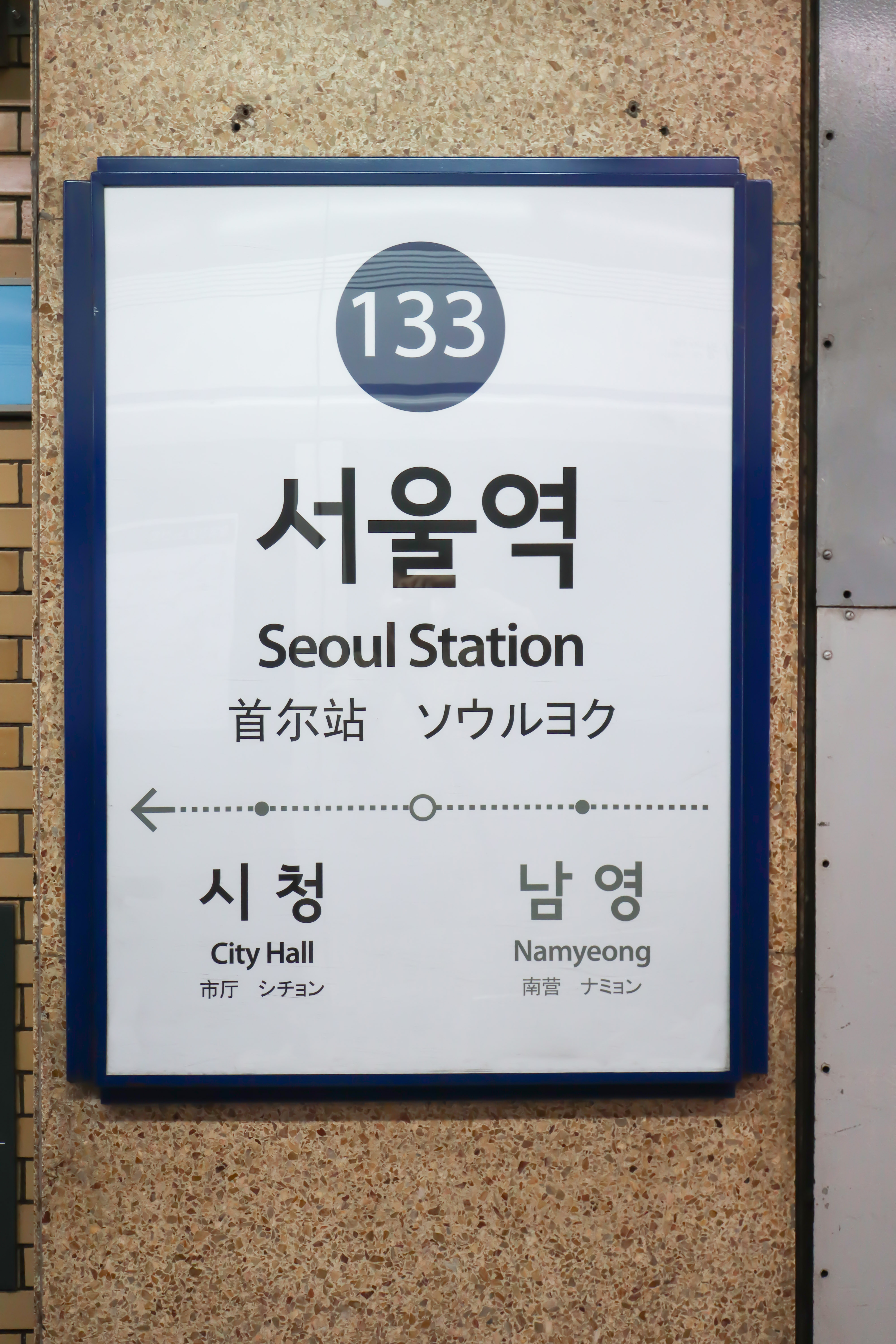
En 2023.
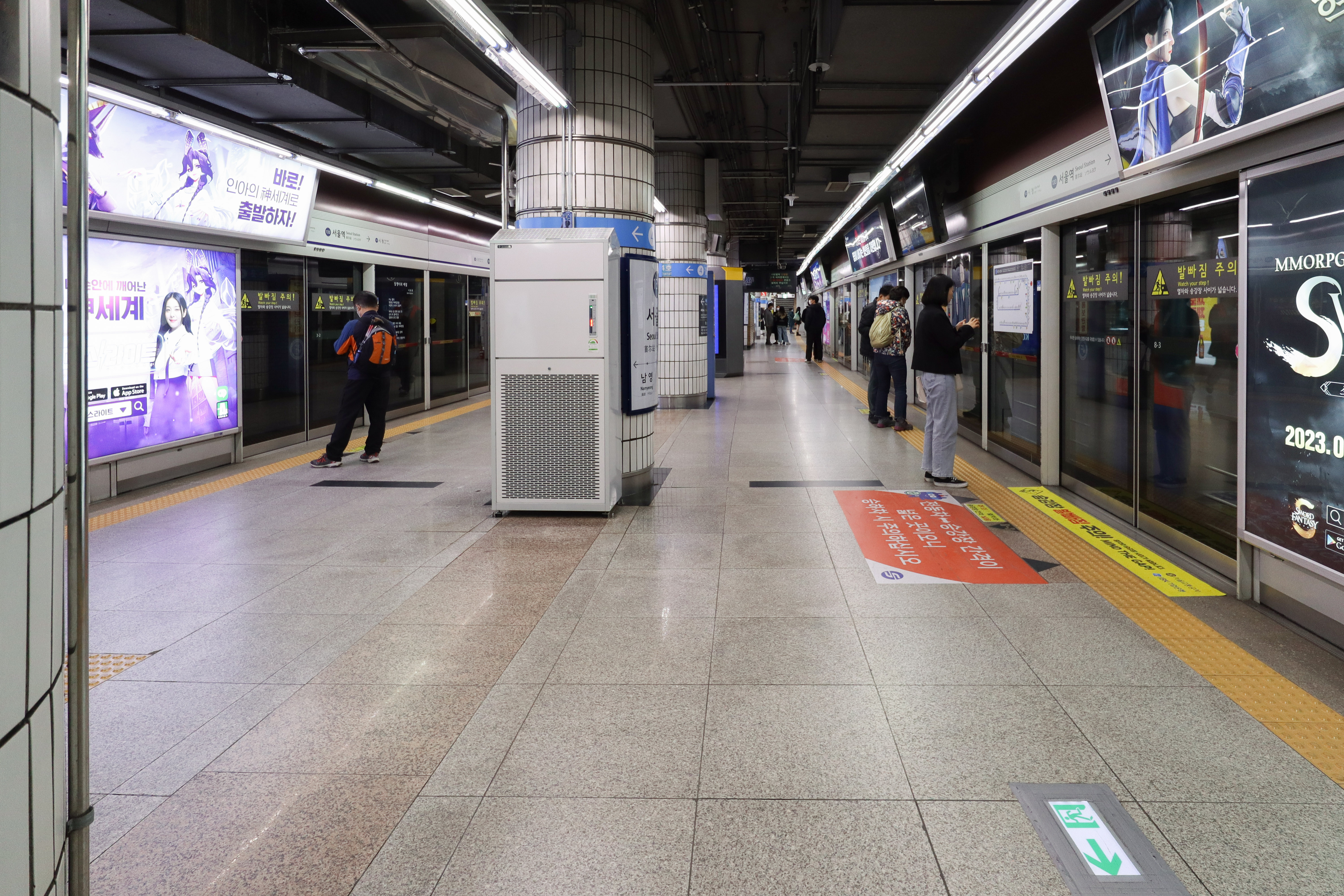
En 2023.

#### Station ligne 4
Gare de Séoul, ligne 4, est une station souterraine qui dispose de deux quais latéraux encadrant les deux voies de la ligne. Les quais, équipés de portes palières, sont desservis par les rames omnibus et express de la ligne.

Installations ligne 4
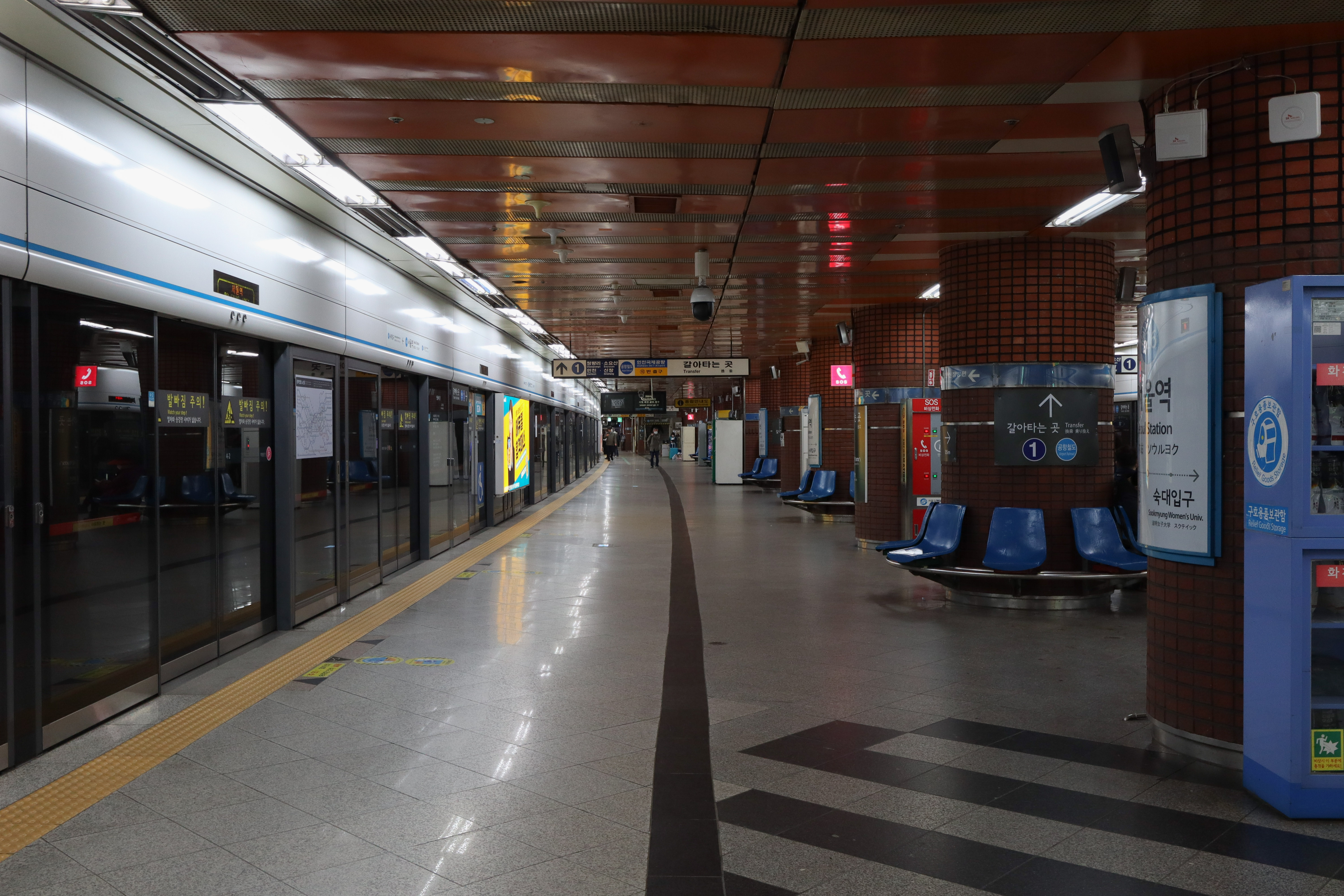
En 2023.
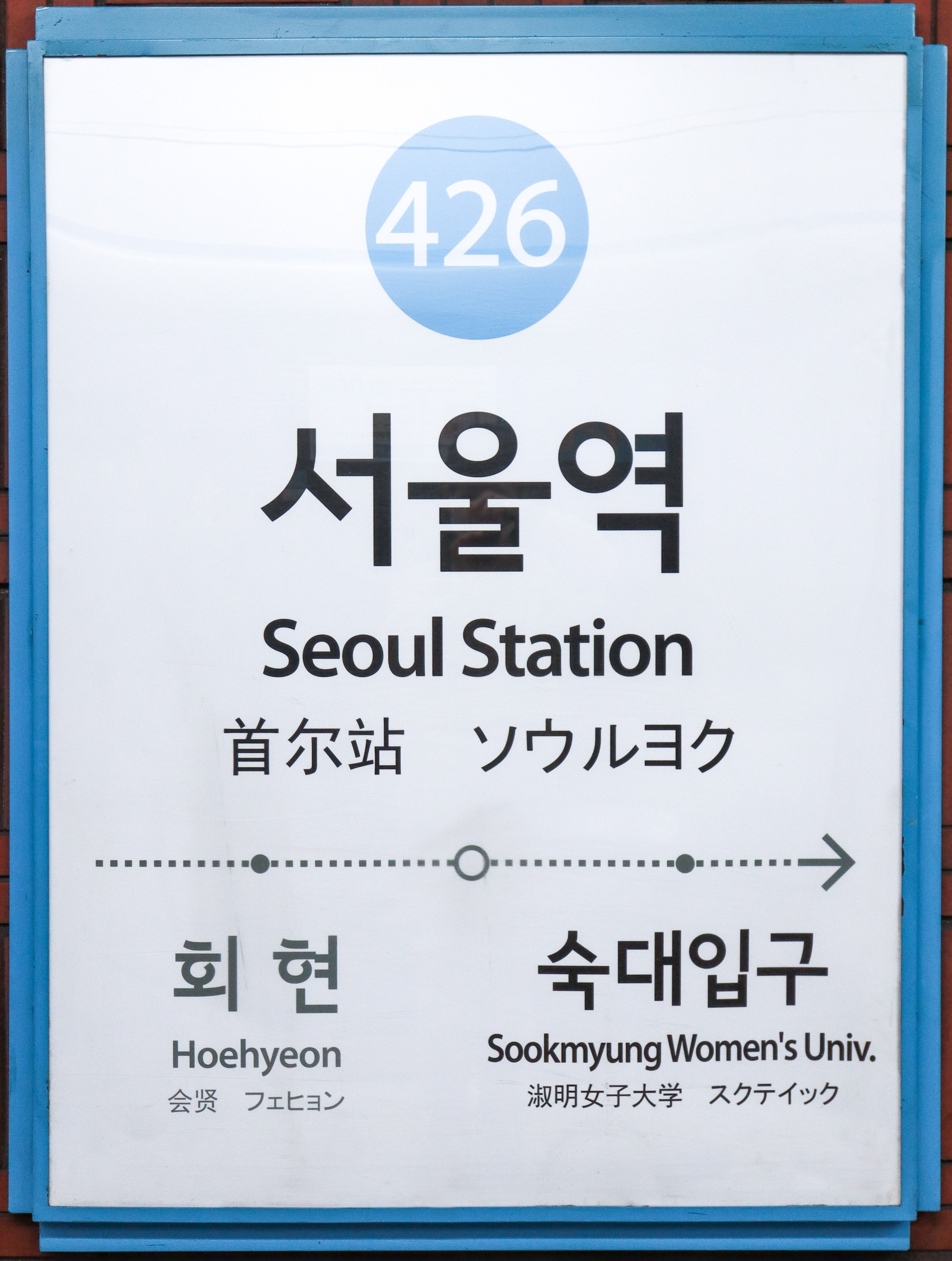
En 2023.
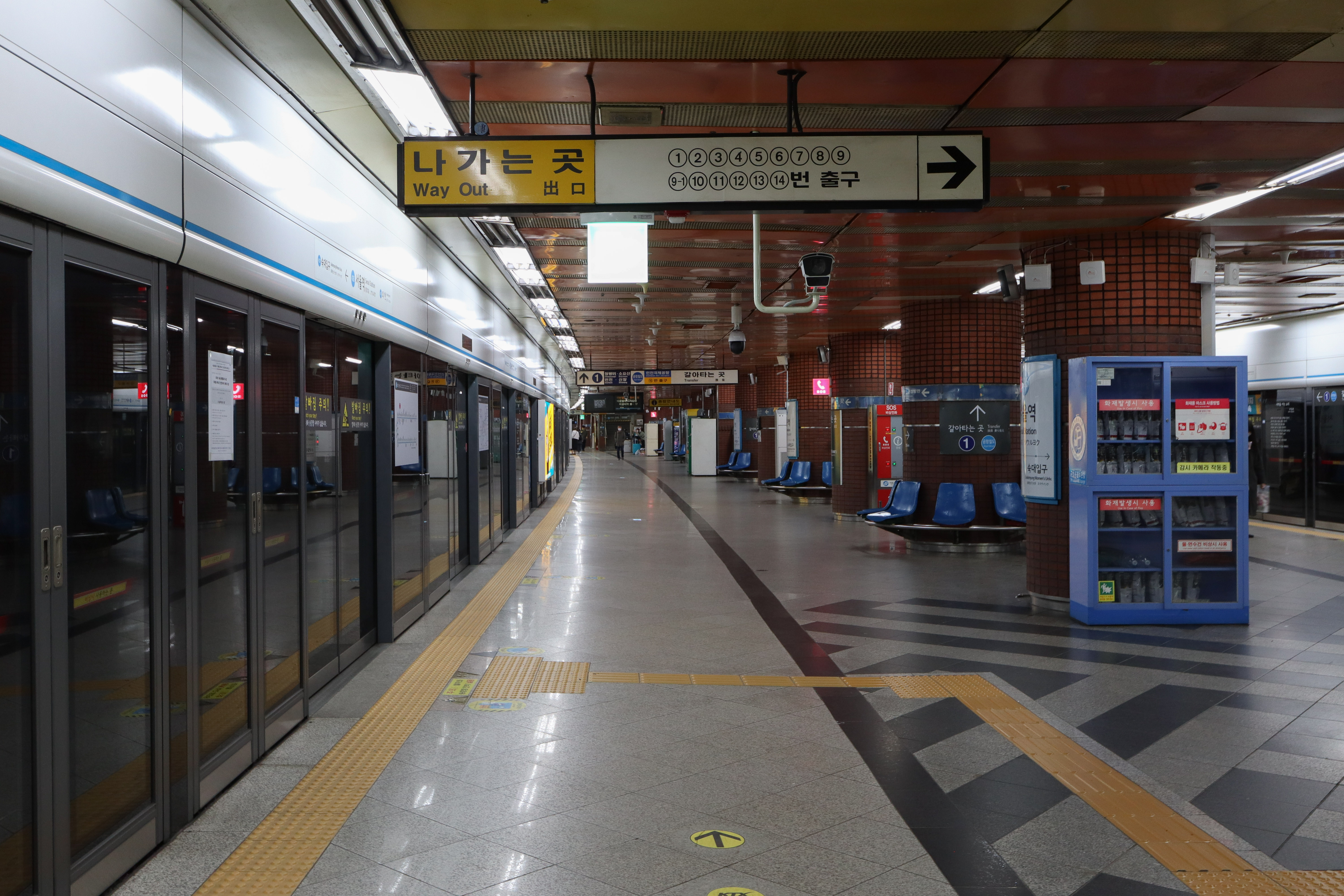
En 2023.

#### Station ligne Gyeongui-Jungang
Gare de Séoul, ligne Gyeongui-Jungang, est une station terminus en surface, quai no 1.

#### Station ligne AREX
Gare de Séoul, ligne AREX, est une station souterraine terminus.

Installations ligne AREX
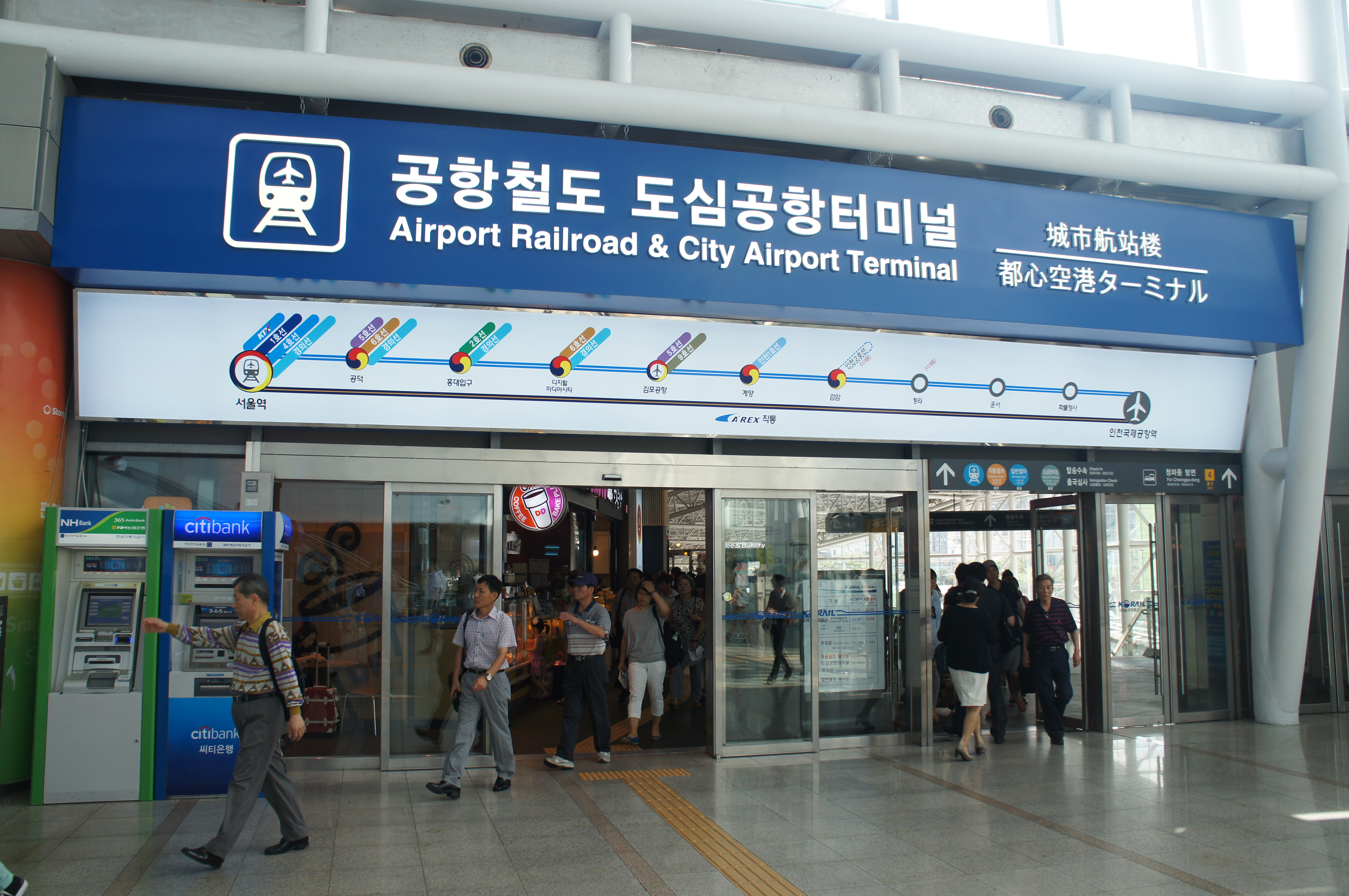
En 2013.
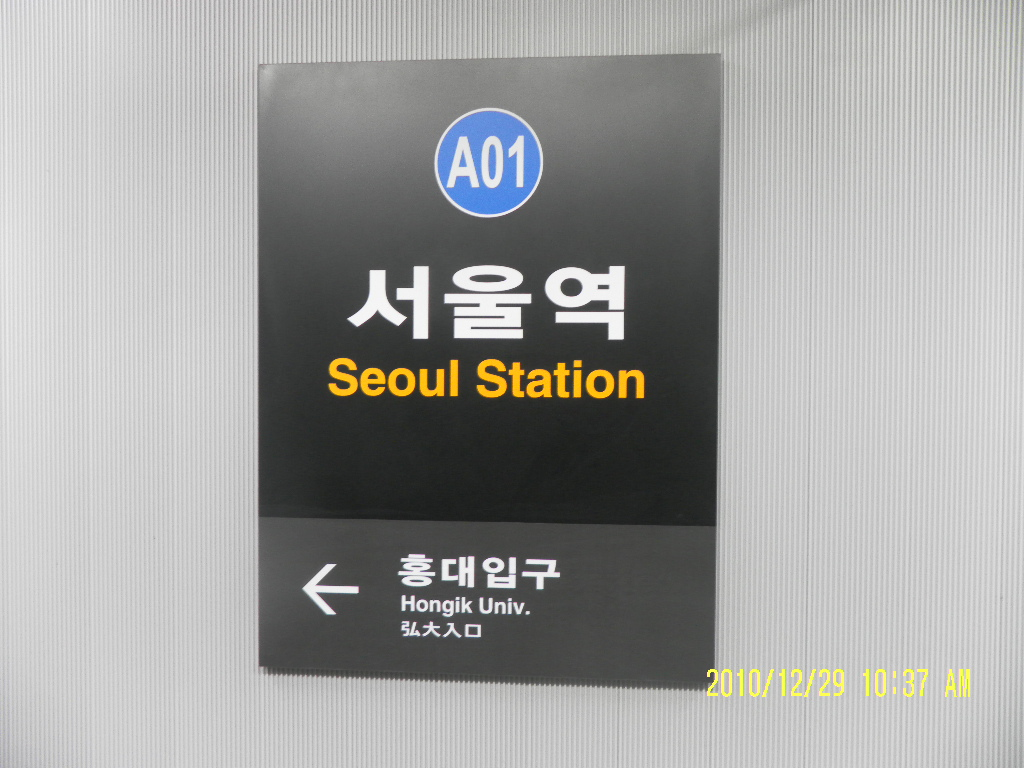
En 2010.

### Intermodalité
La gare de Séoul est une importante gare ferroviaire desservie principalement par les Korea Train Express (KTX). De nombreux arrêts de bus sont disponibles à proximité de la gare.